# Saison 3 de Night Shift
Chronologie
Saison 2 Saison 4
Cet article présente le guide des épisodes de la troisième saison de la série télévisée américaine Night Shift.

## Généralités
- Au Canada, les trois premiers épisodes ont été diffusés en simultané sur le réseau Global, les épisodes suivants les lundis à partir du 11 juillet 2016.

## Distribution

### Acteurs principaux
- Eoin Macken (VF : Marc Arnaud) : Dr T. C. Callahan
- Jill Flint (VF : Marie Chevalot) : Dr Jordan Alexander
- Ken Leung (VF : Laurent Morteau) : Dr Topher Zia
- Brendan Fehr (VF : Franck Lorrain) : Dr Drew Alister
- JR Lemon (en) (VF : Nessym Guetat) : infirmier Kenny Fournette
- Robert Bailey Jr. (en) (VF : Eilias Changuel) : Dr Paul Cummings
- Scott Wolf (VF : Cédric Dumond) : Dr Scott Clemmens[1]
- Tanaya Beatty (VF : Anne Tilloy) : Dr Shannon Rivera[2]

### Acteurs récurrents et invités
- Luke Macfarlane (VF : Sébastien Ossard) : Rick Lincoln
- Merle Dandridge (VF : Laura Zichy) : Gwen Gaskin
- Sarah Jane Morris (VF : Stéphanie Lafforgue) : Annie Callahan
- Jennifer Beals (VF : Micky Sébastian) : Dr Syd Jennings[3] (épisodes 1, 2 et 7)
- Lindsey Morgan (VF : Daniela Labbé-Cabrera) : Kryztal[4] (épisode 3) (épisode 3)
- AnnaLynne McCord (VF : Aurélie Nollet) : Jessica Sanders[5] (dès l'épisode 5)

## Épisodes

### Épisode 1:Union sacrée (1/2)
- États-Unis /  Canada : 1er juin 2016 sur NBC[6] / Global[7]
- Québec : 2 janvier 2017 sur Moi & Cie Télé
- France :
  - 31 janvier 2017 sur Série Club
  - 1er mars 2017 sur TF1[8]
- Belgique : 24 février 2017 sur RTL-TVI

- États-Unis : 4,81 millions de téléspectateurs[9] (première diffusion)

### Épisode 2:L'espoir fait vivre (2/2)
- États-Unis /  Canada : 8 juin 2016 sur NBC / Global
- Québec : 9 janvier 2017 sur Moi & Cie Télé
- France :
  - 31 janvier 2017 sur Série Club
  - 1er mars 2017 sur TF1
- Belgique : 24 février 2017 sur RTL-TVI

- États-Unis : 4,18 millions de téléspectateurs[10] (première diffusion)

### Épisode 3:Avant qu'il ne soit trop tard
- États-Unis /  Canada : 15 juin 2016 sur NBC / Global
- Québec : 16 janvier 2017 sur Moi & Cie Télé
- France :
  - 31 janvier 2017 sur Série Club
  - 1er mars 2017 sur TF1
- Belgique : 3 mars 2017 sur RTL-TVI

- États-Unis : 4,47 millions de téléspectateurs[11] (première diffusion)
- Canada : 630 000 téléspectateurs[12] (première diffusion + différé 7 jours)

### Épisode 4:Compte à rebours
- États-Unis : 22 juin 2016 sur NBC
- Canada : 11 juillet 2016 sur Global
- Québec : 23 janvier 2017 sur Moi & Cie Télé
- France :
  - 7 février 2017 sur Série Club
  - 8 mars 2017 sur TF1
- Belgique : 3 mars 2017 sur RTL-TVI

- États-Unis : 4,3 millions de téléspectateurs[13] (première diffusion)
- France : 1,72 million de téléspectateurs[14] (TF1)

### Épisode 5:La juste distance
- États-Unis : 29 juin 2016 sur NBC
- Canada : 18 juillet 2016 sur Global
- Québec : 30 janvier 2017 sur Moi & Cie Télé
- France :
  - 7 février 2017 sur Série Club
  - 8 mars 2017 sur TF1
- Belgique : 10 mars 2017 sur RTL-TVI

- États-Unis : 4,46 millions de téléspectateurs[15] (première diffusion)
- France : 1,03 million de téléspectateurs[14] (TF1)

### Épisode 6:Chaleur sur la ville
- États-Unis : 29 juin 2016 sur NBC
- Canada : 25 juillet 2016 sur Global
- Québec : 6 février 2017 sur Moi & Cie Télé
- France :
  - 7 février 2017 sur Série Club
  - 15 mars 2017 sur TF1
- Belgique : 10 mars 2017 sur RTL-TVI

- États-Unis : 4,46 millions de téléspectateurs[15] (première diffusion)

### Épisode 7:Ambiance explosive
- États-Unis : 6 juillet 2016 sur NBC
- Canada : 1er août 2016 sur Global
- Québec : 13 février 2017 sur Moi & Cie Télé
- France :
  - 14 février 2017 sur Série Club
  - 15 mars 2017 sur TF1
- Belgique : 17 mars 2017 sur RTL-TVI

- États-Unis : 5,74 millions de téléspectateurs[16] (première diffusion)

### Épisode 8:Rien n'est impossible
- États-Unis : 13 juillet 2016 sur NBC
- Canada : 8 août 2016 sur Global
- France :
  - 14 février 2017 sur Série Club
  - 22 mars 2017 sur TF1
- Québec : 20 février 2017 sur Moi & Cie Télé
- Belgique : 17 mars 2017 sur RTL-TVI

- États-Unis : 6,28 millions de téléspectateurs[17] (première diffusion)

### Épisode 9:Sous le choc
- États-Unis : 27 juillet 2016 sur NBC
- Canada : 15 août 2016 sur Global
- France :
  - 14 février 2017 sur Série Club
  - 22 mars 2017 sur TF1
- Québec : 27 février 2017 sur Moi & Cie Télé
- Belgique : 24 mars 2017 sur RTL-TVI

- États-Unis : 5,32 millions de téléspectateurs[18] (première diffusion)

### Épisode 10:L'heure des choix
- États-Unis : 3 août 2016 sur NBC
- Canada : 22 août 2016 sur Global
- France :
  - 21 février 2017 sur Série Club
  - 29 mars 2017 sur TF1
- Québec : 6 mars 2017 sur Moi & Cie Télé
- Belgique : 24 mars 2017 sur RTL-TVI

- États-Unis : 5 millions de téléspectateurs[19] (première diffusion)

Paul et TC sont appelés sur un chantier pour un adolescent coincé sous une grue. En arrivant il découvre qu'il est en mort cérébrale et pourrait être un bon candidat pour le don d'organe. Après plusieurs analyses concluantes, Drew pense que l'adolescent pourrait être compatible avec la jeune Bryanna, 13 ans, atteinte de mucoviscidose et dans le top 5 de la liste des receveurs de poumons. Cependant la mère du jeune refuse le don d'organe, Paul réussit à convaincre la maman, puis extrait le jeune et l'emmène à l'hôpital pour la transplantation. Malheureusement la compatibilité avec Bryanna n'est pas suffisante, un autre receveur + compatible va recevoir le poumon. À la fin de l'épisode Paul explique à la maman que chaque glacière qui repart est un organe de son fils, Paul donne quelques informations sur chacun des receveurs dans tous les pays : son fils aura réussi à changer le monde !
En parallèle TC sur le chantier aide un gamin peu recommandable pris au piège. Après s'être mis en danger, TC sauve le gamin et l'emmène en hélicoptère à l'hôpital. TC dévoile un peu de son enfance (mauvais garçon à la mauvaise réputation et mal entouré qui a finalement préféré laisser tomber tout cela et se lancer en médecine). TC essaye de provoquer un déclic chez ce gamin.
Quant à Drew qui s'était emballé pour les poumons de Bryanna s'excuse auprès d'elle pour la fausse joie, et fini par lui demander si elle accepterait que Rick et lui l'adopte.
Du côté des médecins Jordan et Scott, ils s'occupent du jeune Malik, ayant subi un grave accident à cause de Scott l'an passé, et de son père. L'opération a été très éprouvante et stressante pour Scott. À la fin de l'opération Jordan et Scott s'embrassent, puis Scott s'en va retrouver Annie.
Au cours de l'épisode, Jessica (petite amie de TC) essaye d'aider l'hôpital qui serait menacé de rachat par un groupe privé souhaitant fermer les urgences. Jessica ayant un MBA, elle se propose pour aider dans la paperasse et chercher où réduire les coûts. Beaucoup de patients ne payent pas et on leur fournit pourtant les meilleurs soins ou les plus coûteux.
Par la suite Jessica essaye de persuader Toffer de contacter un chasseur de tête afin de changer de job. 
Enfin elle finit par avouer à Toffer qu'elle a été embauchée par le groupe privé, elle ne faisait qu'enquêter sur la situation de l'hôpital.

### Épisode 11:Question de confiance
- États-Unis : 3 août 2016 sur NBC
- Canada : 29 août 2016 sur Global
- France :
  - 21 février 2017 sur Série Club
  - 29 mars 2017 sur TF1
- Québec : 13 mars 2017 sur Moi & Cie Télé
- Belgique : 31 mars 2017 sur RTL-TVI

- États-Unis : 5 millions de téléspectateurs[19] (première diffusion)

L'épisode commence par une sortie de Jordan avec son nouveau petit ami, un gars qui semble normal, ce qui a plu à Jordan. Il s'effondre pourtant en mangeant une glace. Jordan découvre vite que sous son apparence normal monsieur est marié et pratique le polyamour ... Scott la charrie sur son petit ami, Jordan réplique sur le mensonge de leur baiser lors de la dure journée (épisode précédent). Scott va donc révéler à Annie le baiser, à la fin de l'épisode Annie semble rompre avec Scott.
Pour TC et Drew, ils se trouvaient dans un bar, une bagarre a explosé, ils se retrouvent donc en cellule de dégrisement, privé de moyen de communication, il en veut terriblement à TC. Pendant ce temps des poumons arrivent pour Bryanna qui s'inquiète de ne pas voir Drew dans un moment pareil. Nina reproche à Drew son absence et indique que sur son dossier d'adoption cela sera fâcheux. À la fin de l'épisode Nina indique qu'elle ne mentionnera pas cet épisode dans son rapport.

### Épisode 12:Au bord de la catastrophe (1/2)
- États-Unis : 24 août 2016 sur NBC
- Canada : 5 septembre 2016 sur Global
- France :
  - 28 février 2017 sur Série Club
  - 5 avril 2017 sur TF1
- Québec : 20 mars 2017 sur Moi & Cie Télé
- Belgique : 31 mars 2017 sur RTL-TVI

- États-Unis : 5,52 millions de téléspectateurs[20] (première diffusion)

### Épisode 13:Terre brûlée (2/2)
- États-Unis : 31 août 2016 sur NBC
- Canada : 12 septembre 2016 sur Global
- France :
  - 28 février 2017 sur Série Club
  - 5 avril 2017 sur TF1
- Québec : 27 mars 2017 sur Moi & Cie Télé
- Belgique : 31 mars 2017 sur RTL-TVI

- États-Unis : 5,43 millions de téléspectateurs[21] (première diffusion)